# Thylacoleo crassidentatus
Thylacoleo crassidentatus (от лат. crassi — толсто-, лат. dentatus — -зубы) — вид вымерших хищных сумчатых из отряда двурезцовых сумчатых. Известен из раннего плиоцена Австралии. Достигал величины крупной собаки. Ископаемые остатки этого вида были найдены близ городка Чинчила, Квинсленд (Chinchilla Local Fauna) и в других плиоценовых отложениях на востоке Австралии.